# Tefnacht
Tefnacht – faraon, władca starożytnego Egiptu, uważany przez Manethona za twórcę XXIV dynastii ze stolicą w Sais, z czasów Trzeciego Okresu Przejściowego. Prawdopodobnie panował jako książę, władca Sais w latach 740–727 p.n.e. i później jako faraon w latach 727–719 p.n.e.
Około roku 770 p.n.e. w Sais ustanowiono stolicę wodzów libijskich Ma, której władcą był Osorkon.
Jego silne rządy spowodowały rozszerzenie granic na zachód kosztem posiadłości innych plemion libijskich, na północ za Buto i na południe do Memfis. Około roku 740 p.n.e. władza przeszła w ręce księcia Tefnachta, który ogłosił się Wielkim Księciem Zachodu i Wielkim wodzem Libu.
Od około 780 roku p.n.e. władcy kuszyccy przesuwali granice swych posiadłości coraz dalej na północ, opanowując obszary całej Dolnej Nubii, aż po Asuan. Około roku 747/746 p.n.e. władzę przejął syn Kaszty – Pianchi. Przez pierwsze dziesięć lat swego panowania podporządkował sobie cały obszar Górnego Egiptu, co najmniej do Teb, a być może jeszcze dalej na północ aż do Hermopolis i Herakleopolis. Ekspansja kuszytów zaczęła realnie zagrażać królestwom libijskim w Delcie. Wiodącą rolę wśród wszystkich władców Delty grał Tefnacht. Zjednoczył on pod swoim berłem cztery królestwa wodzów Ma: Królestwo Zachodnie, znajdujące się na zachód od damiettańskiej odnogi Nilu, królestwo z ośrodkiem władzy w Sebennytos i Busiris, królestwo ze stolicą w Mendes i królestwo znajdujące się na południe od peluzyjskiej odnogi Nilu, z ośrodkiem w Pi-Soped. Do koalicji Tefnachta przyłączyły się także królestwo z Athribis i Tanis, podległe Osorkonowi IV i państwo Iuputa II z Leontopolis.
Zjednoczone siły Tefnachta rozpoczęły marsz bojowy na południe, zajmując Memfis, Herakleopolis, a następnie oblegając Hermopolis. Wiele miast poddawało się władzy Tefnachta bez jakiegokolwiek oporu. Reakcją Pianchiego było natychmiastowe wysłanie swych wojsk na spotkanie wroga. Był to początek wojny, która zapoczątkowała nowy etap w dziejach Egiptu – ekspansję kuszycką mającą na celu opanowanie całego obszaru Górnego i Dolnego Egiptu oraz zjednoczenie władzy w jednym ręku.
W 21. roku panowania Pianchi osobiście wyruszył przeciwko Tefnachtowi. Hermopolis, pozostające pod władzą Nimlota III zostało zdobyte, a władca Herakleopolis Pefczauauibastet poddał się, składając hołd władcy kuszyckiemu. Tefnacht zmuszony do odwrotu wycofywał swe wojska na północ. Pianchi podążając w ślad za nimi zdobył twierdzę, strzegącą drogi do Fajum, a Mejdum i Liszt poddały się. Wojska koalicji Tefnachta zamknęły się w Memfis. W wyniku oblężenia twierdza wkrótce padła. Tefnacht wraz z resztkami wiernych sobie oddziałów zdołał ukryć się pośród bagien Delty. Po upadku Memfis i praktycznym rozbiciu koalicji, wszyscy władcy królestw Delty złożyli hołd Pianchiemu, który założył swą główna kwaterę w Athribis. Wkrótce przybył tam również Tefnacht aby złożyć hołd zwycięzcy.
Pianchi, zabrawszy ze sobą ogromne łupy, powrócił najpierw do Teb – gdzie odbyły się wielkie uroczystości dla uczczenia zwycięstwa – a potem do Napaty, swej rodzimej stolicy. Wkrótce Tefnacht na powrót objął władzę nad ziemiami i królestwami, którymi władał przed wojną z Pianchim. Powstrzymał się jedynie przed ekspansją na południe, uważając się jedynie za prawowitego dziedzica faraonów władających Tebaidą. Wkrótce podjął działania zmierzające do obrony Delty przed zagrożeniem ze wschodu, przeciw zaborczym planom Asyrii, groźba inwazji ze strony której stawała się coraz bardziej realna. W tym celu zawarł – jak się wydaje iluzoryczny – sojusz z władcą Izraela, Ozeaszem.
Następcą Tefnachta na tronie w Sais został jego syn Bakenrenef.

## Władcy poszczególnych części Egiptu
W różnych częściach Egiptu władzę sprawowali:
- Osorkon IV – w Tanis, a po nim jego następca Szeszonk V.
- Osorkon III – w Leontopolis. Pod koniec panowania wraz z Takelotem III.
- Takelot III – w Leontopolis.
- jego następca – Rudżamon wraz z Iuputem II – w Leontopolis.
- Pianchi – w Napacie, później w Tebaidzie oraz w części Środkowego i Dolnego Egiptu, by w końcu powrócic do Napaty.
- Nimlot – w Hermopolis.
- Pefczauauibastet – w Herakleopolis.

## Podział władzy w Egipcie w Trzecim Okresie Przejściowym

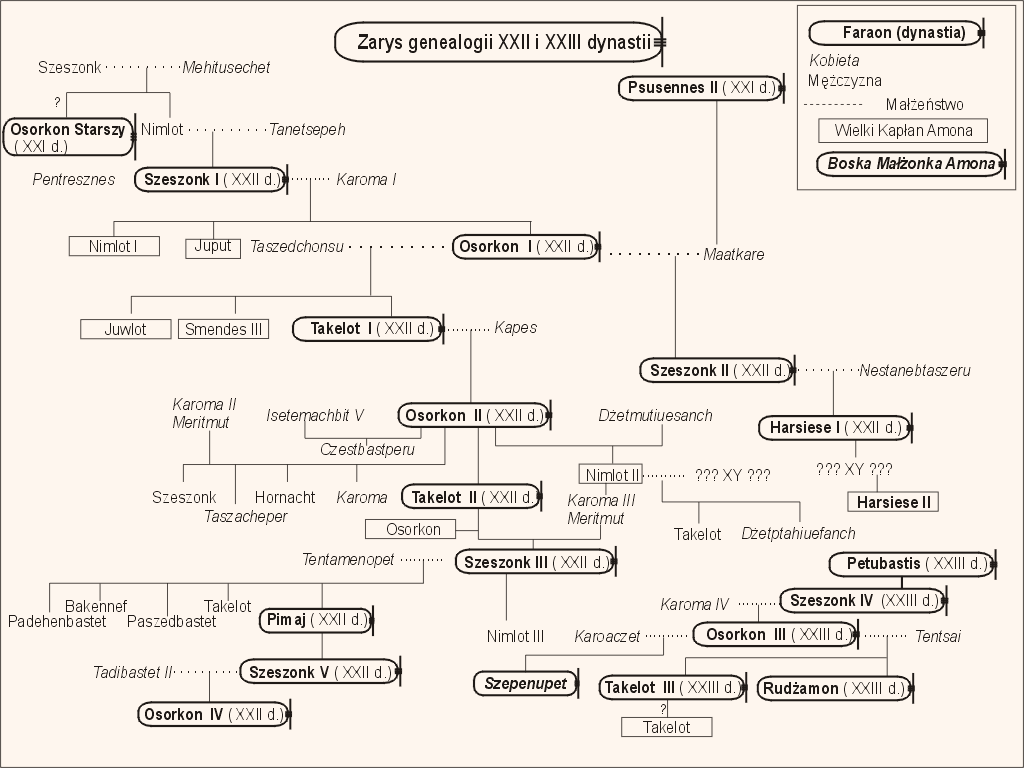
Zarys genealogii XXII i XXIII dynastii.

.

## Tytulatura
| G5 |

| G5 |

| S32 · X |

| S32 · X |

| S32 · X |

| S32 · X |

| G5 |

| G5 |

| S32 · X |

| S32 · X |

| S32 · X |

| S32 · X |

| G16 |

| G16 |

| S32 · F51B |

| S32 · F51B |

| S32 · F51B |

| S32 · F51B |

| G16 |

| G16 |

| S32 · F51B |

| S32 · F51B |

| S32 · F51B |

| S32 · F51B |

| G8 |

| G8 |

|  | (sic) |

| G8 |

| G8 |

|  | (sic) |

| M23 · X1 | L2 · X1 |

| M23 · X1 | L2 · X1 |

| N5 | A50 | S29 | S29 |

| N5 | A50 | S29 | S29 |

| N5 | A50 | S29 | S29 |

| N5 | A50 | S29 | S29 |

| M23 · X1 | L2 · X1 |

| M23 · X1 | L2 · X1 |

| N5 | A50 | S29 | S29 |

| N5 | A50 | S29 | S29 |

| N5 | A50 | S29 | S29 |

| N5 | A50 | S29 | S29 |

| G39 | N5 |

| G39 | N5 |

| X1 | G1 | I9 · N35 · M3 | Aa1 · X1 |

| X1 | G1 | I9 · N35 · M3 | Aa1 · X1 |

| X1 | G1 | I9 · N35 · M3 | Aa1 · X1 |

| X1 | G1 | I9 · N35 · M3 | Aa1 · X1 |

| G39 | N5 |

| G39 | N5 |

| X1 | G1 | I9 · N35 · M3 | Aa1 · X1 |

| X1 | G1 | I9 · N35 · M3 | Aa1 · X1 |

| X1 | G1 | I9 · N35 · M3 | Aa1 · X1 |

| X1 | G1 | I9 · N35 · M3 | Aa1 · X1 |